# Miguel Ángel Antelo
Miguel Ángel Antelo de Barneville (Riberalta, 16 de enero de 1950) es un exfutbolista, dirigente deportivo y empresario boliviano. Como jugador se desempeñaba en la posición de defensa. Fue presidente de Oriente Petrolero en dos mandatos.

## Biografía
Miguel Ángel Antelo de Barneville nació en Riberalta el 16 de enero de 1950. Es hijo del matrimonio entre Miguel Antelo Roca y María Margarita de Barneville.
Tuvo cuatro hijos, Jean Paul, Jean Pierre, Stephanie Marie y Marie Medlen Antelo Dabdoub.

## Trayectoria como futbolista
Se inició en Deportivo Telchi todavía siendo estudiante, en 1966 a sus 16 años es fichado por Real Santa Cruz, equipo en el que jugó hasta 1970, año en el que fallece su padre, el cual trabajaba en Yacimientos Petrolíferos Fiscales Bolivianos (YPFB), por lo cual los dirigentes de la empresa estatal decidieron ofrecerle un puesto de trabajo en la misma, siendo comprado su pase de futbolista por el equipo que representaba a la empresa, el Oriente Petrolero, por la suma de 20 000 bolivianos.
Allí formó una defensa en la que destacaron jugadores como Aníbal Pedrozo, Rolando Justiniano, Antonio Cabrera y ‘Kelo’ Vargas.
Realizó su debut con el club el 24 de mayo en un amistoso ante el FC Lokomotiv Moscú.
En 1971 jugó la Copa Simón Bolívar 1971, el equipo realizó una gran campaña y en la jornada final Oriente tenía la posibilidad de consagrase campeón, el 30 de enero de 1972 se enfrentó a Municipal, encuentro que terminó 3 a 0 y le brindó a Antelo su único título conseguido como jugador.
También el 23 de mayo jugó en una amistoso histórico ante el Santos de Pelé, encuentro que terminó en derrota 3:4.
Después de conseguir el título nacional, en febrero de 1972 Oriente y Antelo jugaban su primer torneo internacional, la Copa Libertadores 1972. Debutaron en esta competición el 27 de febrero ante Chaco Petrolero, con victoria 5:0. Ese año no pudiendo obtener el bicampeonato y acabando subcampeón de la Copa Simón Bolívar que ganó Jorge Wilstermann.
En 1973 dejó el fútbol a sus 24 años, luego de jugar las eliminatorias.

## Dirigente deportivo
En 1980 recibió una invitación para ser dirigente de Oriente Petrolero y entre 1981 y 1982 desempeñó el cargo de tesorero. En 1985 asume la presidencia del club, cargo que ocuparía durante 10 años, hasta 1994.
Durante su mandato Oriente Petrolero ganó su tercer título en Primera División (1990) y la obtención de tres subcampeonatos (1986, 1987 y 1989).
Se jugaron cuatro ediciones de la Copa Libertadores (1987, 1988, 1980 y 1991), siendo la edición de 1988 la mejor participación de esta institución, alcanzando los cuartos de final. También se jugó dos ediciones de la Copa Conmebol (1992 y 1994).
En noviembre de 2007 se postuló como candidato en las elecciones presidenciales previstas para el 15 de diciembre. Siendo electo por segunda ocasión.
En su segundo mandato logró el quinto título de la institución (Clausura 2010).
Finalmente, el 26 de diciembre de 2013 renunció a su cargo de presidente.

### Palmarés como dirigente
- Primera División de Bolivia (2): 1990 Clausura 2010.

## Selección nacional
La primera convocatoria que recibió Miguel Antelo con la Selección Boliviana fue para jugar en la Mini Copa de Brasil 1972. Debutó el 11 de junio ante Perú, entrando como suplente en el segundo tiempo, encuentro que terminó en derrota 0:3.
En 1973 jugó las eliminatorias para la Copa Mundial de 1974.
Jugó su último partido con la selección el 30 de septiembre ante Paraguay.
Disputó un total de 8 encuentros con su selección.

## Clubes
| Club              | País    | Año         |
| ----------------- | ------- | ----------- |
| Real Santa Cruz   | Bolivia | 1966 - 1970 |
| Oriente Petrolero | Bolivia | 1970 - 1973 |

## Palmarés

### Títulos nacionales
| Título           | Club              | Año  |
| ---------------- | ----------------- | ---- |
| Primera División | Oriente Petrolero | 1971 |